# Eerste Legerkorps

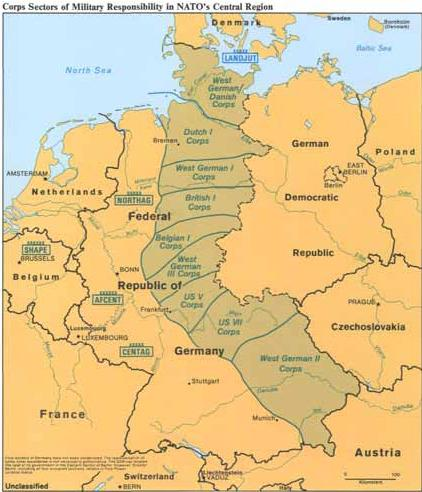
Verantwortungsbereiche der Korps in NATO-Mitteleuropa in den 1980er Jahren

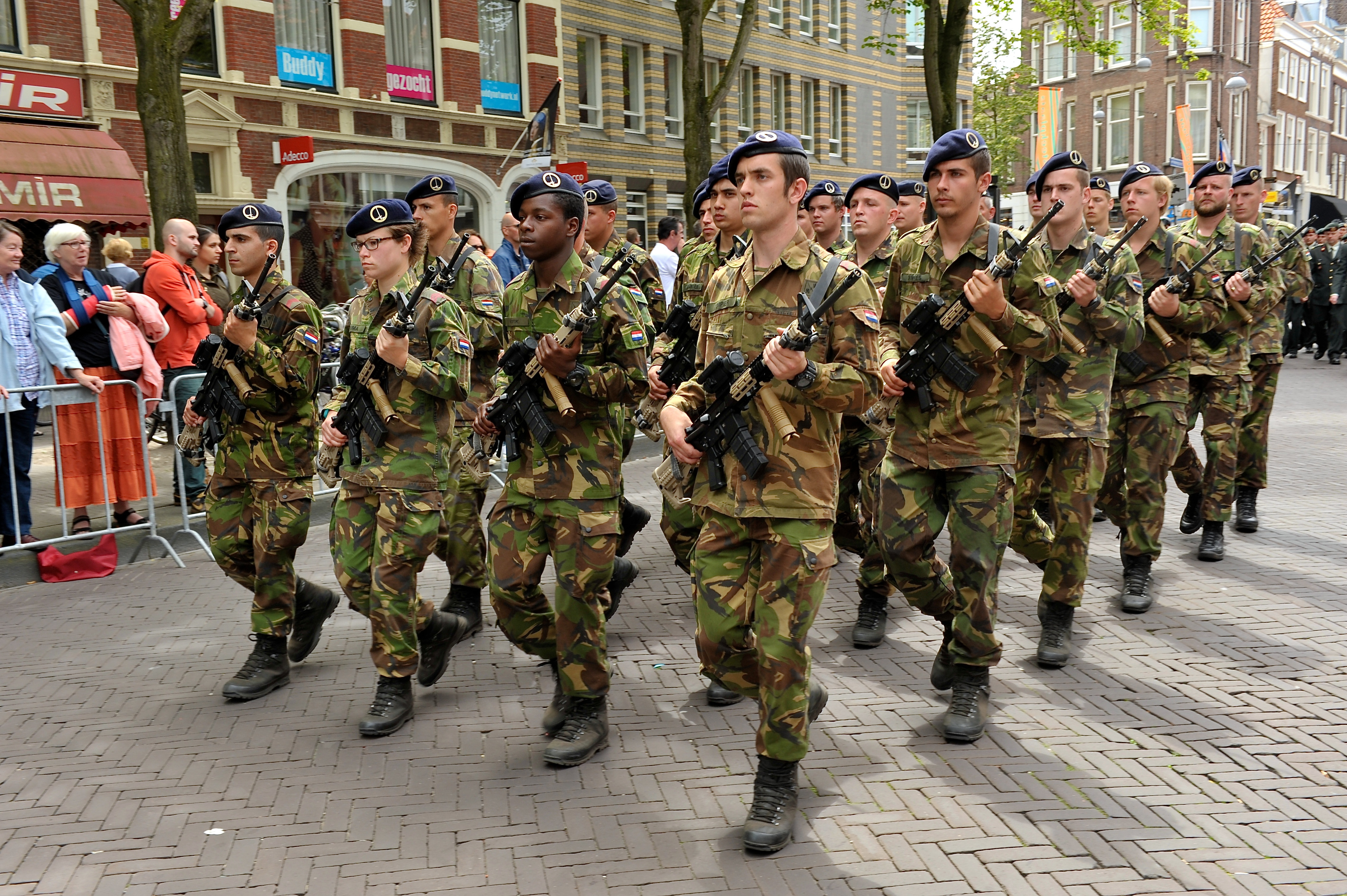
Veteranentag des I. NL Korps

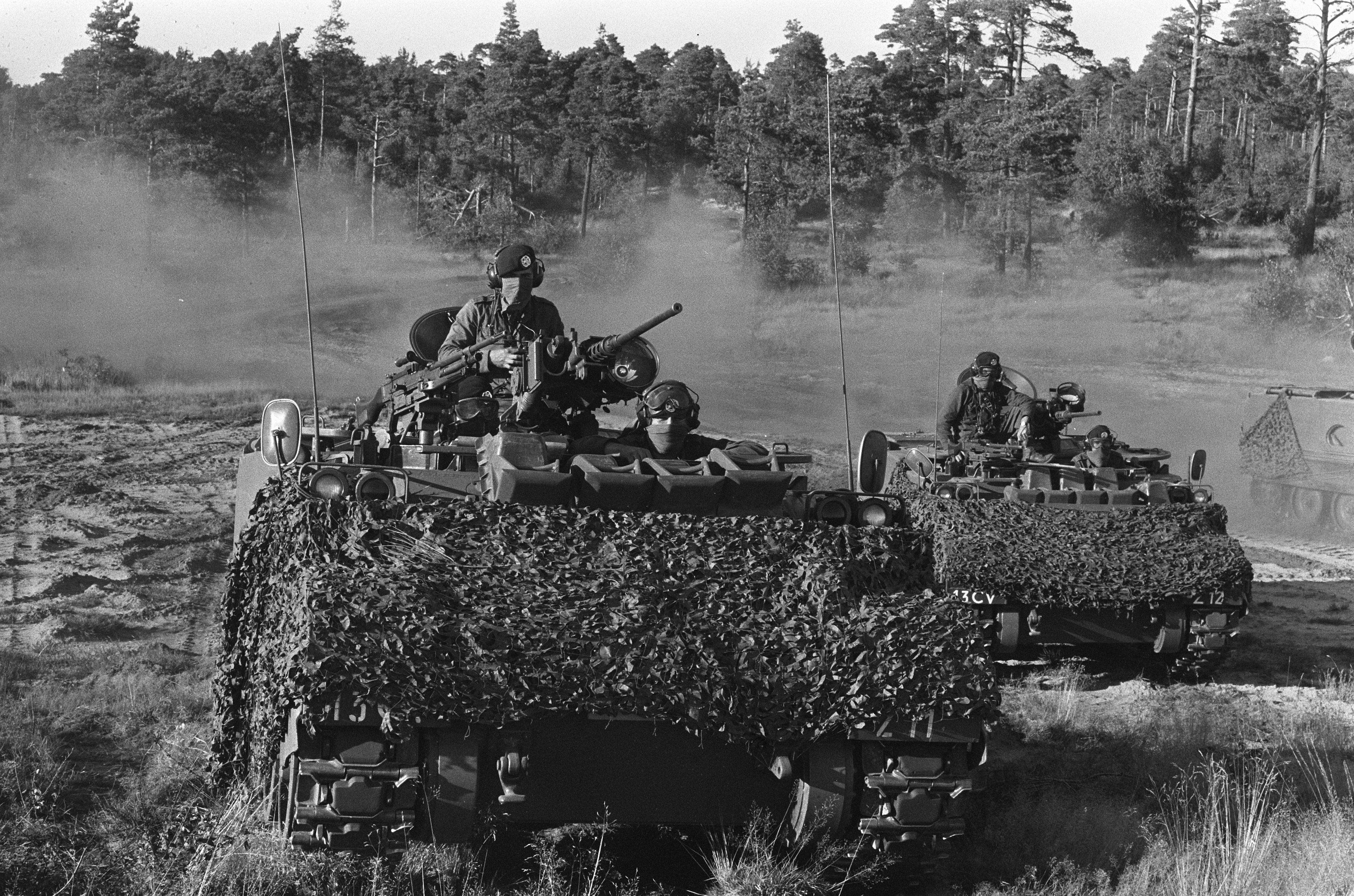
M113 Transportpanzer auf der Übung Big Ferro

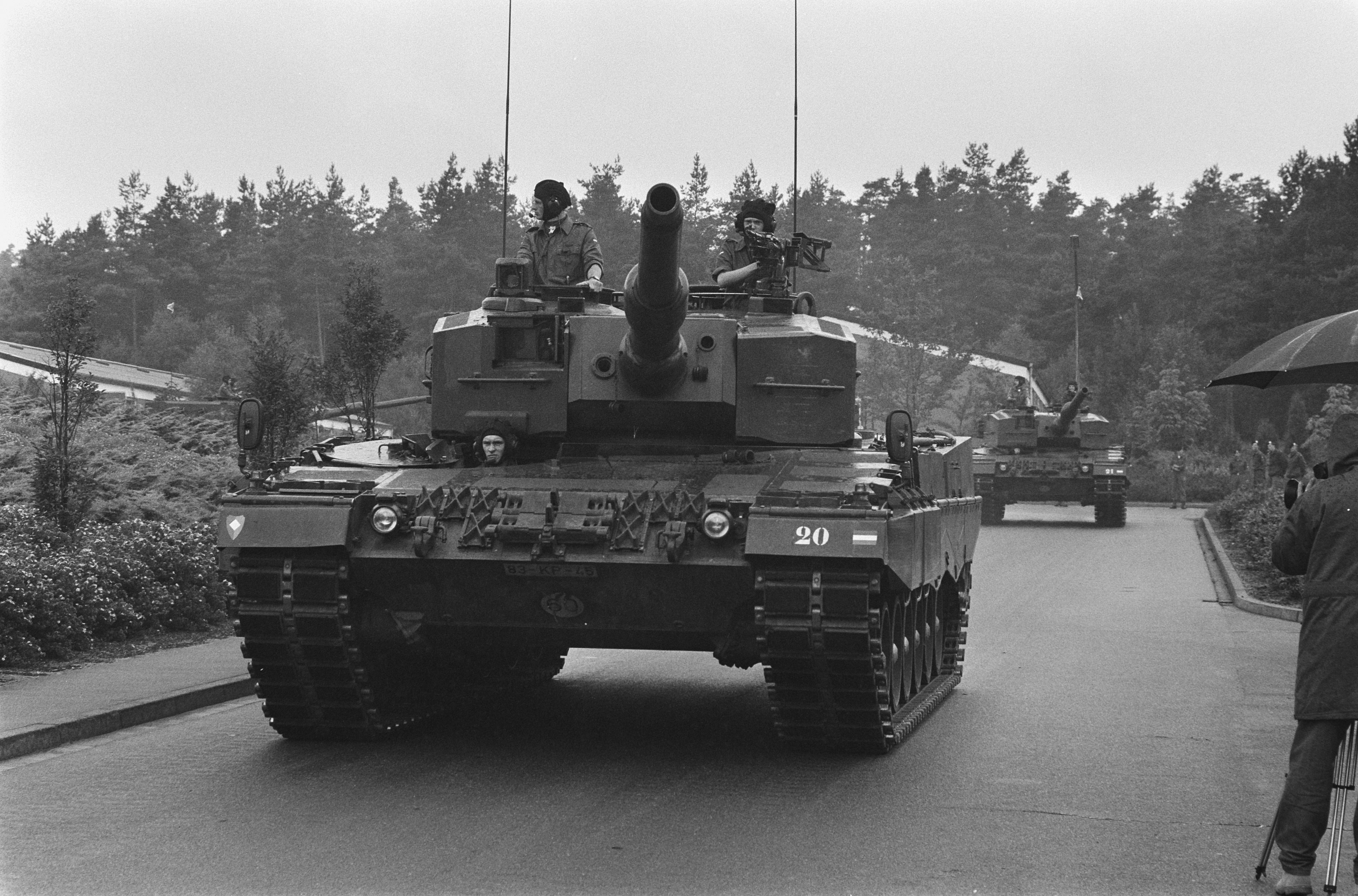
Leopard Kampfpanzer der niederländischen Streitkräfte in Seedorf

Das Eerste Legerkorps (deutsch: I. Korps oder I. NL Korps) war ein niederländischer Großverband, welcher während des Kalten Krieges bis 1995 der multinationalen NATO-Heeresgruppe NORTHAG unterstellt war und in der Norddeutschen Tiefebene operierte.

## Auftrag
Der Verantwortungsbereich des I. NL Korps war das nördliche Niedersachsen mit den Grenzen Elbe im Norden und Raum Uelzen im Süden. Der westliche Nachbar war das deutsch-dänische Korps LANDJUT und der rechte das I. DE Korps der Bundeswehr. Der Auftrag von NORTHAG an das I. NL Korps sah folgendes Szenario vor:
- Das I. NL Korps trägt die Verantwortung in seinem Gefechtsabschnitt und deckt den Aufmarsch des I. DE Korps
- Das I. NL Korps kämpft gemäß Operationsplan von COMNORTHAG[2] ein grenznahes Verzögerungsgefecht[1]
- In der Verteidigung zerschlägt das I. NL Korps Panzerkräfte des Warschauer Paktes so weit möglich. Es hält dabei Verbindung mit dem I. DE Korps und sichert den Zusammenhalt mit dem Nachbarn. Im Falle eines feindlichen Durchbruchs ist der Raum zwischen BAB-7 und B-3 zu halten, um NORTHAG einen Gegenangriff zu ermöglichen[1]
- Sicherung des Zusammenhaltes mit LANDJUT und der linken Flanke von NORTHAG am VRV[3][1]

Die 4. Panzergrenadierdivision verteidigte dabei den Raum um Lüneburg und die 1. Panzergrenadierdivision den Abschnitt bei Uelzen. Die 5. Panzergrenadierdivision fungierte als operative Korpsreserve westlich von Schneverdingen. Der Elbe-Seitenkanal bildete im Wesentlichen den VRV des I. NL Korps. Vor den beiden holländischen Divisionen bildete die 41. Panzerbrigade einen Verzögerungsverband, der östlich des ESK im Wendland operierte. Das hintere Korpsgebiet wurde von der 101. Infanterie-Brigade, zusammen mit dem 102. und 105. Aufklärungsbataillon gesichert. Der Hauptstoß des Warschauer Paktes wurde im südlichen Gefechtsabschnitt bei Uelzen erwartet. Daher konzentrierten sich der vom COMNORTHAG befohlene Schwerpunkt auf diese Zone.

### Ungünstige Dislozierung
Angesichts der großen quantitativen Überlegenheit des Warschauer Paktes ging man lange von einer kurzen Vorwarnzeit, von etwa 48 Stunden, aus. Dabei mussten Truppen aus Holland (bis auf einige wenige vorgeschobene Kampftruppen wie die 41 Pabrig und Aufklärungskräfte in der Lüneburger Heide, war die Masse des I. NL Korps größtenteils in den Niederlanden stationiert) auf rund 350 bis 400 Kilometer Luftlinie an den grenznahen VRV (Vorderer Rand der Verteidigung) verlegt werden. Der Stab des Korps befand sich in Apeldoorn. Damit war NORTHAG die einzige Heeresgruppe, dessen HQ nicht in Westdeutschland ansässig war. Innerhalb der NATO wurde diese Problematik diskutiert, dass Mobilisierung und Aufmarsch des I. NL Korps in seine GDP-Stellungen nicht zeitnah erfolgen kann. Etwa 60 % des I. NL Korps mussten mobilisiert werden, bevor die Kräfte gefechtsbereit in die Kampfhandlungen eingreifen konnte. 

“The greatest problem facing the Dutch will be getting to the war.”

„Das größte Problem der Holländer ist, überhaupt zum Krieg zu kommen.“

## Geschichte
Das I. NL Korps entstand nach dem Zweiten Weltkrieg und beendete seine Geschichte nach dem Fall des Eisernen Vorhangs. Ein Vorläufer dieses Heereskorps wurde bereits 1936 aufgestellt. Im Januar 1949 wurde die Neuaufstellung des I. NL Korps beschlossen. Nach dem Beitritt der Bundesrepublik Deutschland in die NATO erhielt das I. NL Korps den Auftrag, einen zugewiesenen Abschnitt in der Norddeutschen Tiefebene zu verteidigen. Seit 1963 befand sich das HQ des I. NL Korps in der Zeven-Kaserne von Seedorf im nördlichen Niedersachsen.
Das I. NL-Korps setzte sich aus drei Divisionsstäben, sechs präsenten Brigaden (2 PzBrig und 4 PzGrenBrig), vier als Geräteeinheiten vorhandene Brigaden (1 PzBrig, 2 PzGrenBrig und 1 InfBrig), Korpsverfügungstruppen und ein Korps-Logistik-Kommando zusammen. Im Gegensatz zur Bundeswehr wurden die Brigaden nicht von der Division, sondern vom Korps mit Nachschub versorgt.
Das I. NL-Korps war ausgestattet mit Leopard 1 und 2 Kampfpanzern, welche in den 1980er Jahren den veralteten Centurion Typ ablösten. Das Gefechtsfahrzeug der mechanisierten Infanterie bildete der YPR 765 (ein mit Turm und 25-mm-Bordkanone ausgestatteter M113 MTW). Daneben gab es YPR 765, die mit der Panzerabwehrlenkrakete TOW ausgestattet war und somit als Panzerjäger fungieren konnten. Die Heeresflugabwehr hatte den Flakpanzer Gepard in Verwendung.
Lediglich die Panzerbrigade 41, welche eine leicht erhöhte Friedensstärke besaß, war in Deutschland stationiert. Die meisten Brigaden waren gekadert und wurden durch Soldaten der Verfügungsbereitschaft aktiviert. Aktive Muttereinheiten bildeten Personal für nicht-aktive Tochtereinheiten aus.
Die niederländischen Brigaden setzten sich wie folgt zusammen:
- Panzergrenadierbrigade / Mech Infanterie Brigade
  - Panzergrenadierbataillon / Mech Infanteriebataillon mit Panzeraufklärungskompanie
  - Panzergrenadierbataillon / Mech Infanteriebataillon mit Panzerpionierkompanie
  - Panzerbataillon mit Heeresflugabwehrbatterie (FlakPz)
  - Panzerartilleriebataillon mit Panzerjägerkompanie
  - Nachschubbataillon

- Panzerbrigade
  - Panzergrenadierbataillon / Mech Infanteriebataillon mit Panzeraufklärungskompanie
  - Panzerbataillon mit Panzerpionierkompanie
  - Panzerbataillon mit Heeresflugabwehrbatterie (FlakPz)
  - Panzerartilleriebataillon
  - Nachschubbataillon

Nach Ende des Kalten Krieges wurde das holländische Militärengagement in Deutschland deutlich zurückgefahren. 1995 entstand in Münster das 1. Deutsch-Niederländisches Korps, welches in Afghanistan gemeinsame Operationen durchführte.

## Unterstellte Verbände
Von 1949 bis 1995 bestand das I. NL Korps aus drei Divisionen:
- Eerste Divisie “7. December”
- 4. Division
- 5. Division

Die Panzerbrigaden (Pantserbrigade) 13, 41 und 51 hatten folgende Gliederung:
- - 2 Tankbataljons (PzBtl)
  - 1 Pantserinfanteriebataljon (PzGrenBtl)
  - 1 gemechaniseerd Artilleriebataljon (ArtBtl)
  - 1 Pantsergeniecompagnie (PzPiKp)
  - Logistieke Troepen (NschbTr)

Die Panzergrenadierbrigaden (Pantserinfanteriebrigade) 11, 12, 42, 43, 52 und 53 unterteilten sich in:
- - 1 Tankbataljon (PzBtl)
  - 2 Pantserinfanteriebataljons (PzGrenBtl)
  - 1 gemechaniseerd Artilleriebataljon (ArtBtl)
  - 1 Pantsergeniecompagnie (PzPiKp)
  - Logistieke Troepen (NschbTr)

| Einheit                                                                     | Garnison/Stationierungsort      | Stärke und Bemerkungen |
| I. NL Korps                                                                 | Seedorf                         | |
| Staff I. (NL) Corps                                                         | Apeldoorn, Niederlande          | Friedensstärke: 117/86/126/9 (338), Kriegsstärke: 168/132/217 (517) |
| Staff Company 1 (NL) Corps (StbKp)                                          | Apeldoorn, Niederlande          | Friedensstärke: 4/18/71 (93), Kriegsstärke: 6/30/220/2 (258) |
| Staff and Staff Company Administrative Centre 1 (NL) Corps (Administration) |                                 | Friedensstärke: 62/82/298/8 (450) |
| 101. Military Intelligence Company (MilNachrichtenKp)                       | Apeldoorn, Niederlande          | Friedensstärke: 23/8/24 (55), Kriegsstärke: 84/15/82 (181) |
| 104. Observation and Reconnaissance Company (Beobachtungs- u. AufklKp)      | Roosendaal, Niederlande         | Friedensstärke: 11/40/142 (193), Kriegsstärke: 13/49/199 (261) |
| 103. Recce Reconnaissance Battalion (AufklBtl)                              | Seedorf                         | Friedensstärke: 27/96/402 (525), Kriegsstärke: 30/127/573/2 (732) – der 4. Division unterstellt |
| 104. Recce Reconnaissance Battalion                                         | Nunspeet, Niederlande           | Friedensstärke: 27/96/403 (526), Kriegsstärke: 31/126/575/2 (734) – zwischen November 1983 und März 1984 aufgestellt und der 1. Division “7. Dezember” unterstellt                                                              |
| 102. Recce Reconnaissance Battalion "Huzaren van Boreel"                    |                                 | 18 × Leopard 1V, 48 × M113. Kriegsstärke: 32/126/575/2 (735) RIM Btl, aufgefüllt mit mobilisierten Abteilungen, die ihre aktive Zeit im 104. Recce Btl abgeleistet haben. 102 Recce Btl im rückwärtigen Korpsgebiet eingesetzt. |
| 105. Recce Reconnaissance Battalion                                         |                                 | Kriegsstärke: 32/126/574/2 (734) RIM Btl, aufgefüllt mit mobilisierten Abteilungen, die ihre aktive Zeit im 103. Recce Btl abgeleistet haben. 105 Recce Btl im rückwärtigen Korpsgebiet eingesetzt.                             |
| 53. Light Reconnaissance Battalion (Leichtes AufklBtl)                      |                                 | Kriegsstärke: 31/92/418/2 (543) |
| Light Aviation Group (Leichte HFlgGrp)                                      | Deelen, Niederlande             | Friedensstärke: 159/272/279 (710), Kriegsstärke: 228/347/454 (1029) |
| 101. Signal Group (FmGrp)                                                   | Stroe (Gelderland), Niederlande | Friedensstärke: 145/450/1710 (2305), Kriegsstärke: 190/744/2853/10 (3797) |
| 101. Military Constabulary Battalion (Militärpolizei)                       | Wezep, Niederlande              | Friedensstärke: 20/132/487 (639), Kriegsstärke: 40/201/964 (1205) |

| Einheit                                                                                | Garnison/Stationierungsort      | Bewaffnung, Stärke und Bemerkungen                                                                 |
| Command of Netherlands Troops (Kdo NL Tr) in Seedorf, Hohne, Langemannshof             | Seedorf                         | Friedensstärke: 29/113/159/69 (370), Kriegsstärke: 10/29/19 (58)                                   |
| Staff and Staff Company 1. Division "7 December" (StbKp)                               | Arnhem, Niederlande             | Friedensstärke: 28/30/80 (138), Kriegsstärke: 52/43/134 (229)                                      |
| 11. Pantserinfanteriebrigade (11 Painfbrig)/11. Armoured Infantry Brigade (PzGrenBrig) |                                 | |
| Staff and Staff Company 11 Armoured Infantry Brigade (StbKp)                           | Arnhem, Niederlande             | Friedensstärke: 26/32/109 (167), Kriegsstärke: 32/34/148/2 (216)                                   |
| 101. Tank Battalion "Regiment Huzaren Prins Alexander" (PzBtl)                         | Soesterberg, Niederlande        | Leopard 1                                                                                          |
| 12. Armoured Infantry Battalion "Garde Regiment Jagers" (PzGrenBtl)                    | Arnhem, Niederlande             | YP-408 Friedensstärke: 36/108/490 (634), Kriegsstärke: 41/117/661/2 (821)                          |
| 48. Armoured Infantry Battalion "Regiment van Heutsz" (PzGrenBtl)                      | Den Bosch, Niederlande          | YP-408. Friedensstärke: 36/108/490 (634), Kriegsstärke: 41/117/661/2 (821)                         |
| 11. Armoured Antitank Company (PzJgKp)                                                 | Ermelo, Niederlande             | YPR-765 PRAT. Friedensstärke: 7/21/82 (110), Kriegsstärke: 9/26/135 (170)                          |
| 101. Tank Battalion (PzBtl)                                                            | Soesterberg, Niederlande        | Centurion Mk 5/2, Leopard 1V. Friedensstärke: 29/76/314 (419), Kriegsstärke: 37/99/466/2 (604)     |
| 11. Armoured Engineer Company (PzPiKp)                                                 | Ermelo, Niederlande             | Friedensstärke: 8/25/132 (165), Kriegsstärke: 7/27/182 (216)                                       |
| 11. Horse Artillery Battalion "Gele Rijders" (ArtBtl)                                  | Arnhem, Niederlande             | M109A2/A3. Friedensstärke: 36/90/307 (433), Kriegsstärke: 31/91/438/2 (562)                        |
| 11. Brigade Supply Company (NschKp)                                                    | Stroe (Gelderland), Niederlande | Friedensstärke: 6/21/123 (150), Kriegsstärke: 8/29/288 (325)                                       |
| 11. Brigade Repair Company (InstKp)                                                    | Arnhem, Niederlande             | Friedensstärke: 8/50/193 (251), Kriegsstärke: 8/47/188 (243)                                       |
| 11. Brigade Medical Company (SanKp)                                                    | Stroe, Niederlande              | Friedensstärke: 12/19/118 (149), Kriegsstärke: 19/21/144/2 (186)                                   |
| 12. Pantserinfanteriebrigade (12 Painfbrig)/12. Armoured Infantry Brigade (PzGrenBrig) |                                 | |
| Staff and Staff Company 12 Armoured Infantry Brigade (StbKp)                           | Vierhouten, Niederlande         | Friedensstärke: 30/35/113 (178), Kriegsstärke: 32/34/148/2 (216)                                   |
| 11. Armoured Infantry Battalion "Garde Regiment Grenadiers" (PzGrenBtl)                | Arnhem, Niederlande             | YP-408 Friedensstärke: 38/110/492 (640), Kriegsstärke: 41/117/661/2 (821)                          |
| 13. Armoured Infantry Battalion "Garde Fusiliers Princess Irene" (PzGrenBtl)           | Schalkhaar, Niederlande         | YP-408. Friedensstärke: 38/110/492 (640), Kriegsstärke: 41/117/661/2 (821)                         |
| 12. Armoured Antitank Company (PzJgKp)                                                 | Vierhouten, Niederlande         | YPR-765 PRAT. Friedensstärke: 7/21/82 (110), Kriegsstärke: 9/26/135 (170)                          |
| 59. Tank Battalion "Regiment Huzaren Prins Oranje" (PzBtl)                             | ’t Harde, Niederlande           | Centurion Mk 5/2, Leopard 1V. Friedensstärke: 31/78/319 (428), Kriegsstärke: 37/99/466/2 (604)     |
| 12. Armoured Engineer Company (PzPiKp)                                                 | Vierhouten, Niederlande         | Friedensstärke: 8/25/132 (165), Kriegsstärke: 7/27/182 (216)                                       |
| 14. Field Artillery Battalion (ArtBtl)                                                 |                                 | M109A2/A3. Kriegsstärke: 31/87/434/2 (554)                                                         |
| 13. Brigade Supply Company (NschKp)                                                    | Vierhouten, Niederlande         | Friedensstärke: 6/20/117 (143), Kriegsstärke: 8/28/267 (303)                                       |
| 12. Brigade Repair Company (InstKp)                                                    | Uddel, Niederlande              | Friedensstärke: 8/48/179 (235), Kriegsstärke: 8/47/188 (243)                                       |
| 12. Brigade Medical Company (SanKp)                                                    | Vierhouten, Niederlande         | Friedensstärke: 12/18/118 (148), Kriegsstärke: 19/21/144/2 (186)                                   |
| 13. Pantserbrigade (13. Pabrig)/13. Armoured Brigade (13. PzBrig)                      | Oirschot, Niederlande           | Friedensstärke: 169/476/1.897 (2.542), Kriegsstärke: 222/571/2.953/12 (3.758)                      |
| Staff and Staff Company 13 Armoured Brigade (StbKp)                                    | Oirschot, Niederlande           | Friedensstärke: 26/32/110 (168), Kriegsstärke: 32/34/148/2 (216)                                   |
| 11. Tank Battalion "Huzaren van Sytzama" (PzBtl)                                       | Oirschot, Niederlande           | Leopard 1, Leopard 1V, Friedensstärke: 28/77/306 (411), Kriegsstärke: 36/103/441/2 (582)           |
| 49. Tank Battalion "Huzaren van Sytzama" (PzBtl)                                       | Oirschot, Niederlande           | Reserve. Leopard 1, Kriegsstärke: 38/95/429/2 (564)                                                |
| 17. Armoured Infantry Battalion "Regiment Infanterie Chasse" (PzGrenBtl)               | Oirschot, Niederlande           | YPR-765, Friedensstärke: 38/110/512 (660), Kriegsstärke: 44/125/716/2 (887)                        |
| School Company 42 Armoured Infantry Battalion (LehrKp)                                 | Oirschot, Niederlande           | Friedensstärke: 4/32/29(65)                                                                        |
| 13. Armoured Antitank Company (PzJgKp)                                                 | Oirschot, Niederlande           | YPR-765 PRAT (Pantser-Rups-Anti Tank), Friedensstärke: 7/21/82 (110), Kriegsstärke: 9/26/135 (170) |
| 13. Armoured Engineer Company (PzPiKp)                                                 | Oirschot, Niederlande           | Friedensstärke: 8/25/132 (165), Kriegsstärke: 7/27/182 (216)                                       |
| 12. Field Artillery Battalion (FeldArtBtl)                                             | Oirschot, Niederlande           | M109A2/A3 PzHbz, Friedensstärke: 33/88/305 (426), Kriegsstärke: 31/91/438/2 (562)                  |
| 12. Brigade Supply Company (NschbKp)                                                   | Oirschot, Niederlande           | Friedensstärke: 5/19/115 (139), Kriegsstärke: 7/27/263 (297)                                       |
| 13. Brigade Repair Company (InstKp)                                                    | Oirschot, Niederlande           | Friedensstärke: 8/54/188 (250), Kriegsstärke: 8/48/192 (248)                                       |
| 13. Brigade Medical Company (SanKp)                                                    | Oirschot, Niederlande           | Friedensstärke: 12/18/118 (148), Kriegsstärke: 19/21/144/2 (186)                                   |

| Einheit                                                                                | Garnison/Stationierungsort | Bewaffnung, Stärke und Bemerkungen                                           |
| Staff and Staff Company 4. Division (StbKp)                                            | Harderwijk, Niederlande    | Friedensstärke: 28/30/80 (138), Kriegsstärke: 52/43/134 (229)                |
| 41. Pantserbrigade (41 Pabrig)/41. Armoured Brigade (PzBrig)                           |                            |                                                                              |
| Staff and Staff Company 41. Armoured Infantry Brigade (StbKp)                          | Seedorf                    | Friedensstärke: 26/34/116 (176), Kriegsstärke: 31/35/148/2 (216)             |
| 41. Tank Battalion (PzBtl)                                                             | Bergen-Hohne               | Leopard 2. Friedensstärke: 38/95/407 (540), Kriegsstärke: 37/98/443/2 (580)  |
| 43. Tank Battalion (PzBtl)                                                             | Langemannshof              | Leopard 2. Friedensstärke: 38/95/407 (540), Kriegsstärke: 37/98/443/2 (580)  |
| 42. Armoured Infantry Battalion (PzGrenBtl)                                            | Seedorf                    | YPR-765. Friedensstärke: 39/126/699 (864), Kriegsstärke: 43/126/716/2 (887)  |
| 41. Armoured Engineer Company (PzPiKp)                                                 | Seedorf                    | Friedensstärke: 8/25/132 (165), Kriegsstärke: 7/27/182 (216)                 |
| 41. Armoured Antiaircraft Artillery Battery (HFlgAbw)                                  | Langemannshof              | PRTL, Stinger. Friedensstärke: 9/33/104 (146), Kriegsstärke: 10/42/133 (185) |
| 41. Field Artillery Battalion (ArtBtl)                                                 | Seedorf                    | M109A2/A3. Friedensstärke: 41/96/332 (469), Kriegsstärke: 30/94/436/2 (562)  |
| 41. Brigade Supply Company (NschKp)                                                    | Seedorf                    | Friedensstärke: 5/20/142 (167), Kriegsstärke: 7/27/265 (299)                 |
| 828. Transport Detachment (TransportAbtlg)                                             | Seedorf                    | Friedensstärke: 2/5/50 (57), Kriegsstärke: 1/5/50 (56)                       |
| 41. Brigade Repair Company (InstKp)                                                    | Seedorf                    | Friedensstärke: 11/72/273 (356), Kriegsstärke: 6/49/194 (249)                |
| 611. Materiel Support Platoon Leopard 2 (InstZg)                                       | Seedorf                    | Friedensstärke: 1/7/24 (32), Kriegsstärke: 1/7/23 (31)                       |
| 125. Repair Company (Corps) (InstKp)                                                   | Bergen-Hohne               | Friedensstärke: 6/38/115 (159), Kriegsstärke: 8/41/151 (200)                 |
| 503. Materiel Support Platoon PRTL (NschZg)                                            | Bergen-Hohne               | Friedensstärke: 1/8/19 (28), Kriegsstärke: 1/12/29 (42)                      |
| 41. Brigade Medical Company (SanKp)                                                    | Seedorf                    | Friedensstärke: 12/19/118 (149), Kriegsstärke: 19/21/144/2 (186)             |
| 42. Pantserinfanteriebrigade (42 Painfbrig)/42. Armoured Infantry Brigade (PzGrenBrig) | Assen, Niederlande         |                                                                              |
| Staff and Staff Company 42. Armoured Infantry Brigade (StbKp)                          | Assen, Niederlande         | Friedensstärke: 26/32/109 (167), Kriegsstärke: 32/34/148/2 (216)             |
| 43. Armoured Infantry Battalion (PzGrenBtl)                                            | Assen, Niederlande         | YP-408. Friedensstärke: 36/108/490 (634), Kriegsstärke: 41/117/661/2 (821)   |
| 45. Armoured Infantry Battalion (PzGrenBtl)                                            | Steenwijk, Niederlande     | YP-408. Friedensstärke: 36/108/490 (634), Kriegsstärke: 41/117/661/2 (821)   |
| 44. Armoured Infantry Battalion (PzGrenBtl)                                            | Zuidlaren, Niederlande     | YPR-765. Friedensstärke: 36/108/490 (634), Kriegsstärke: 41/117/661/2 (821)  |
| 42. Armoured Antitank Company (PzJgKp)                                                 | Darp, Niederlande          | Friedensstärke: 7/21/82 (110), Kriegsstärke: 9/26/135 (170)                  |
| 57. Tank Battalion (PzBtl)                                                             |                            | Centurion Mk 5/2, Leopard 2. Kriegsstärke: 36/96/433/2 (567)                 |
| 43. Armoured Engineer Company (PzPiKp)                                                 |                            | Kriegsstärke: 9/25/183 (217)                                                 |
| 42. Field Artillery Battalion (ArtBtl)                                                 | Assen, Niederlande         | M109A2/A3. Friedensstärke: 36/90/304 (430), Kriegsstärke: 31/91/438/2 (562)  |
| 42. Brigade Supply Company (NschKp)                                                    | Vierhouten, Niederlande    | Friedensstärke: 6/21/121 (148), Kriegsstärke: 8/29/287 (324)                 |
| 42. Brigade Repair Company (InstKp)                                                    | Assen, Niederlande         | Friedensstärke: 8/49/189 (246), Kriegsstärke: 8/47/182 (237)                 |
| 42. Brigade Medical Company (SanKp)                                                    | Appingedam, Niederlande    | Friedensstärke: 12/18/118 (148), Kriegsstärke: 19/21/144/2 (186)             |
| 43. Pantserinfanteriebrigade (43 Painfbrig)/43. Armoured Infantry Brigade (PzGrenBrig) |                            |                                                                              |
| Staff and Staff Company 43. Armoured Infantry Brigade (StbKp)                          | Darp, Niederlande          | Friedensstärke: 26/32/109 (167), Kriegsstärke: 32/34/148/2 (216)             |
| 41. Armoured Infantry Battalion (PzGrenBtl)                                            | Ermelo, Niederlande        | YPR-765. Friedensstärke: 38/110/512 (660), Kriegsstärke: 44/125/716/2 (887)  |
| 47. Armoured Infantry Battalion (PzGrenBtl)                                            | Darp, Niederlande          | YPR-765. Friedensstärke: 38/110/512 (660), Kriegsstärke: 44/125/716/2 (887)  |
| 13. Armoured Antitank Company (PzJgKp)                                                 | Oirschot, Niederlande      | Friedensstärke: 7/21/82 (110), Kriegsstärke: 9/26/135 (170)                  |
| 42. Tank Battalion (PzBtl)                                                             |                            | Centurion Mk 5/2, Leopard 2. Kriegsstärke: 38/90/415/2 (545)                 |
| 42. Armoured Engineer Company (PzPiKp)                                                 | Darp, Niederlande          | Friedensstärke: 8/25/132 (165), Kriegsstärke: 7/27/182 (216)                 |
| 43. Field Artillery Battalion (ArtBtl)                                                 | Darp, Niederlande          | M109A2/A3. Friedensstärke: 33/87/305 (425), Kriegsstärke: 31/91/438/2 (562)  |
| 43. Brigade Supply Company (NschKp)                                                    | Vierhouten, Niederlande    | Friedensstärke: 6/20/119 (145), Kriegsstärke: 8/28/275 (311)                 |
| 43. Brigade Repair Company (InstKp)                                                    | Darp, Niederlande          | Friedensstärke: 8/49/179 (236), Kriegsstärke: 8/49/191 (248)                 |
| 43. Brigade Medical Company (SanKp)                                                    | Darp, Niederlande          | Friedensstärke: 12/18/118 (148), Kriegsstärke: 19/21/144/2 (186)             |

- Regiment Huzaren Prins Alexander, der PaBrig 41 unterstellt
  - 41. Tankbattalion Bergen-Hohne. 1971–1984 KPz Leopard 1, danach Leopard 2
  - 42. Tankbattalion  1972–1985 KPz Leopard 1, danach Leopard 2
  - 52. Tankbattalion Mobilisierungskomplex Soesterberg, aufgestellt ab 1987
  - 57. Tankbattalion Mobilisierungskomplex Wilp, aufgestellt ab 1986, Leopard 2A4
  - 58. Tankbattalion Mobilisierungskomplex Wijchen, aufgestellt ab 1986, Leopard 1
  - 101. Tankbattalion aufgestellt ab 1957, Centurion KPz, Leopard 1, danach Leopard 2

| Einheit                                                                                | Garnison/Stationierungsort      | Bewaffnung, Stärke und Bemerkungen                                                                            |
| Staff and Staff Company 5. Division (StbKp)                                            | Stroe                           | Friedensstärke: 8/9/10 (27), Kriegsstärke: 52/44/133 (229), aufgefüllt mit Personal aus der 1. u. 4. Division |
| 51. Pantserbrigade (51 Pabrig)/51. Armoured Brigade (PzBrig)                           |                                 | |
| Staff and Staff Company 51. Armoured Brigade (StbKp)                                   | Stroe (Gelderland), Niederlande | Friedensstärke: 2/2/1 (5), Kriegsstärke: 32/34/148/2 (216)                                                    |
| 12. Tank Battalion (PzBtl)                                                             |                                 | Leopard 1, Leopard 2. Kriegsstärke: 38/95/429/2 (564)                                                         |
| 54. Tank Battalion (PzBtl)                                                             |                                 | Leopard 2. Kriegsstärke: 39/97/443/2 (581)                                                                    |
| 16. Armoured Infantry Battalion (PzGrenBtl)                                            |                                 | YPR-765. Kriegsstärke: 45/124/716/2 (887)                                                                     |
| 52. Armoured Engineer Company (PzPiKp)                                                 |                                 | Kriegsstärke: 9/25/183 (217)                                                                                  |
| 52. Field Artillery Battalion (ArtBtl)                                                 |                                 | M109A2/A3. Kriegsstärke: 31/91/438/2 (562)                                                                    |
| 51. Brigade Supply Company (NschKp)                                                    |                                 | Kriegsstärke: 8/27/208 (243)                                                                                  |
| 51. Repair Company (InstKp)                                                            |                                 | Kriegsstärke: 8/47/181 (236)                                                                                  |
| 51. Brigade Medical Company (SanKp)                                                    |                                 | Kriegsstärke: 19/21/144/2 (186)                                                                               |
| 52. Pantserinfanteriebrigade (52 Painfbrig)/52. Armoured Infantry Brigade (PzGrenBrig) | Arnhem, Niederlande             | |
| Staff and Staff Company 52. Armoured Brigade (StbKp)                                   | Arnhem, Niederlande             | Friedensstärke: 2/2/1 (5), Kriegsstärke: 32/34/148/2 (216)                                                    |
| 44. Armoured Infantry Battalion (PzGrenBtl)                                            | Zuidlaren, Niederlande          | YP-408. Friedensstärke: 36/108/490 (634), Kriegsstärke: 41/117/661/2 (821)                                    |
| 45. Armoured Infantry Battalion (PzGrenBtl)                                            |                                 | YP-408. Kriegsstärke: 41/117/661/2 (821)                                                                      |
| 52. Armoured Antitank Company (PzJgKp)                                                 |                                 | YPR-765 PRAT. Kriegsstärke: 9/26/135 (170)                                                                    |
| 52. Tank Battalion (PzBtl)                                                             |                                 | Centurion Mk 5/2. Kriegsstärke: 36/96/433/2 (567)                                                             |
| 51. Armoured Engineer Company (PzPiKp)                                                 |                                 | Kriegsstärke: 9/25/183 (217)                                                                                  |
| 51. Field Artillery Battalion (ArtBtl)                                                 |                                 | M109A2/A3. Kriegsstärke: 31/91/438/2 (562)                                                                    |
| 52. Brigade Supply Company (NschKp)                                                    |                                 | Kriegsstärke: 8/29/230 (267)                                                                                  |
| 52. Repair Company (InstKp)                                                            |                                 | Kriegsstärke: 8/46/176 (230)                                                                                  |
| 52. Brigade Medical Company (SanKp)                                                    |                                 | Kriegsstärke: 19/21/144/2 (186)                                                                               |
| 53. Pantserinfanteriebrigade (53 Painfbrig)/53. Armoured Infantry Brigade (PzGrenBrig) | Harderwijk, Niederlande         | |
| Staff and Staff Company 53. Armoured Infantry Brigade (StbKp)                          | Harderwijk, Niederlande         | Friedensstärke: 2/2/1 (5), Kriegsstärke: 32/34/148/2 (216)                                                    |
| 14. Armoured Infantry Battalion (PzGrenBtl)                                            |                                 | YPR-765. Kriegsstärke: 45/124/716/2 (887)                                                                     |
| 46. Armoured Infantry Battalion (PzGrenBtl)                                            |                                 | YPR-765. Kriegsstärke: 45/124/716/2 (887)                                                                     |
| 53. Armoured Antitank Company (PzJgKp)                                                 |                                 | YPR-765 PRAT. Kriegsstärke: 9/26/135 (170)                                                                    |
| 58. Tank Battalion (PzBtl)                                                             |                                 | Centurion Mk 5/2. Kriegsstärke: 36/96/433/2 (567)                                                             |
| 53. Armoured Engineer Company (PzPiKp)                                                 |                                 | Kriegsstärke: 9/25/183 (217)                                                                                  |
| 13. Horse Artillery Battalion (ArtBtl)                                                 |                                 | M109A2/A3. Kriegsstärke: 31/91/438/2 (562)                                                                    |
| 53. Brigade Supply Company (NschKp)                                                    |                                 | Kriegsstärke: 8/27/225 (260)                                                                                  |
| 53. Repair Company (InstKp)                                                            |                                 | Kriegsstärke: 8/49/196 (253)                                                                                  |
| 53. Brigade Medical Company (SanKp)                                                    |                                 | Kriegsstärke: 19/21/144/2 (186)                                                                               |

## Kommandierende Generale
- Generalmajor (Generaal-Majoor) Jhr J.Th. Alting von Geusau (1936–1938)
- Generalmajor N.T. Carstens (1938–1940)
- Generalleutnant (Luitenant-Generaal) A.T.C. Opsomer (1949–1956)
- Generalleutnant J.H. Couzy (1956–1959)
- Generalleutnant P. Gips (1959–1962)
- Generalleutnant F. van der Veen (1962–1964)
- Generalleutnant E.J.C. van Hootegem (1964–1967)
- Generalleutnant L.A. Savalle (1967–1969)
- Generalleutnant J.A.C. Bartels (1969–1971)
- Generalleutnant F.E. Meijnderts (1971–1974)
- Generalleutnant E. Gitz (1974–1977)
- Generalleutnant A.W.T. Gijsbers (1977–1981)
- Generalleutnant G.L.J. Huijser (1981–1983)
- Generalleutnant W.J. Loos (1983–1986)
- Generalleutnant M.J. Wilmink (1986–1988)
- Generalleutnant J. Tjassens (1988–1990)
- Generalleutnant A.K. van der Vlis (1990–1992)
- Generalleutnant M. Schouten (1992–1995)